# Dunspett
Dunspett (Dryobates pubescens) är en vida spridd nordamerikansk fågel i familjen hackspettar.

## Kännetecken

### Utseende
Dunspetten är en mycket liten (15–17 cm) svartvitbrokig hackspett med liten näbb. I fjäderdräkten är den i stort sett identisk med den mycket större och stornäbbade hårspetten, med vit rygg, svartvitbandade vingar, svart strupsidesstreck och brett ögonstreck som sträcker sig bak i nacken, svart hjässa och däremellan ett vitt ögonstreck. Hanen har en röd fläck i nacken. Hårspetten har dock vanligen helt vita yttre stjärtpennor, där dunspetten oftast har svarta fläckar. Båda arterna är tydligt smutsbruna med färre vita teckningar i västliga populationer.

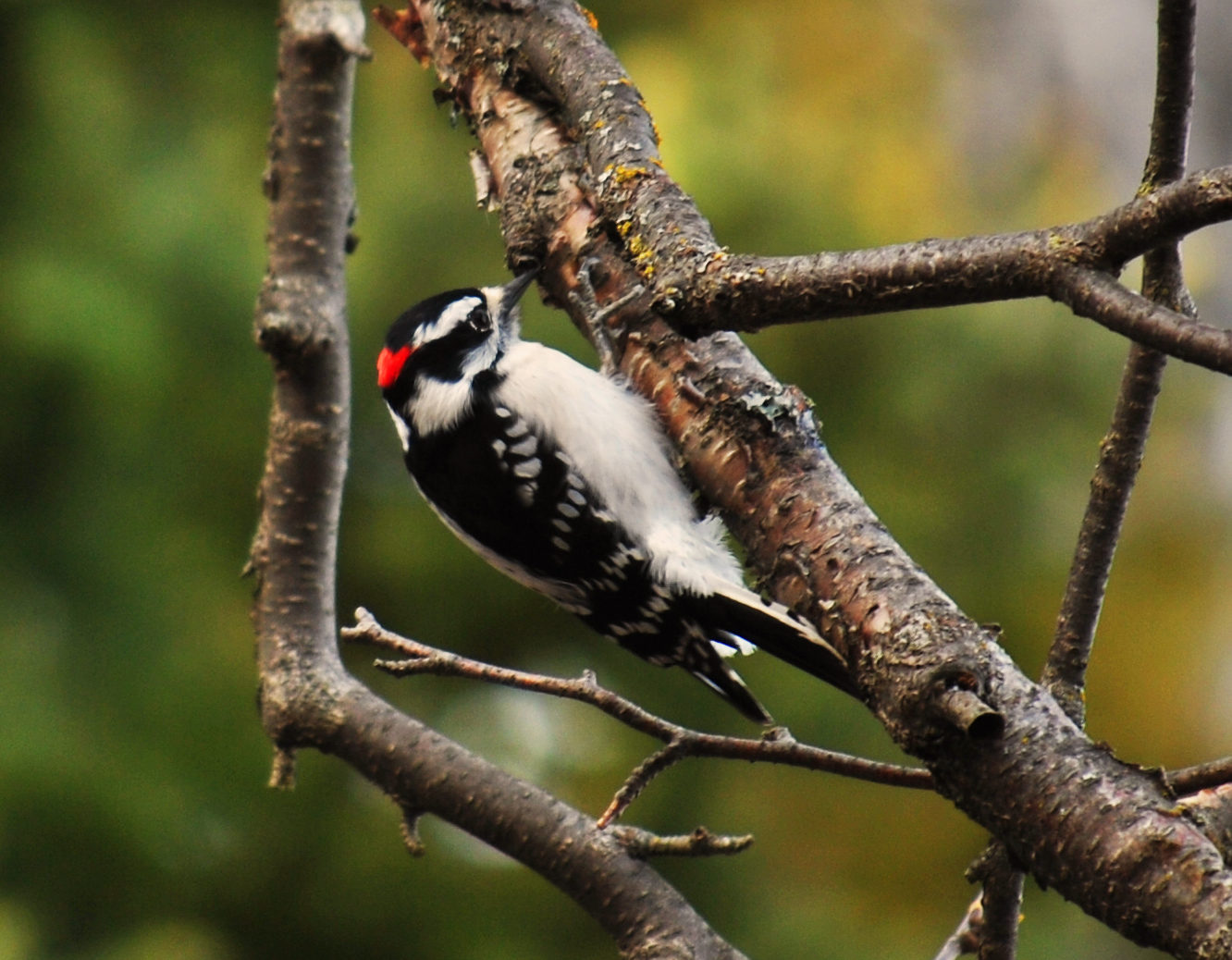
Hane

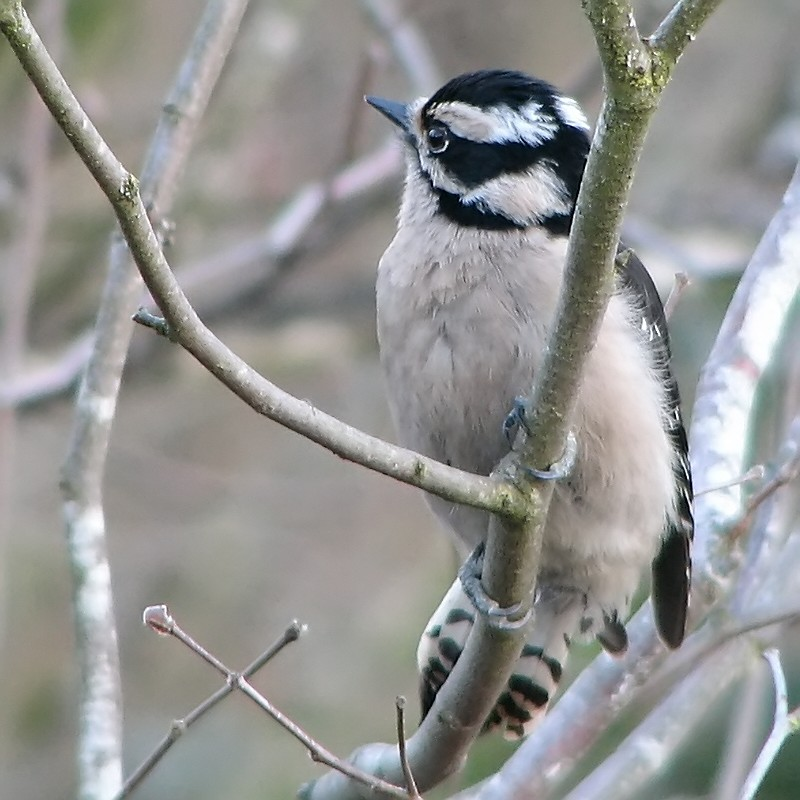
Hona

### Läten
Lätet är ett kort och mjukt "pik". Den har även ett skallrande läte ("rattle call") som är relativt långsamt, gnissligt och fallande (hårspettens är rakt, vasst och snabbt). Dunspetten trummar olik hårspetten kort och långsamt, vanligen upprepat tio eller fler gånger per minut.

## Utbredning och systematik
Dunspett förekommer i Nordamerika och delas oftast in i sju underarter med följande utbredning:
- Dryobates pubescens glacialis – sydöstra Alaska
- Dryobates pubescens medianus – centrala Alaska till östra Kanada samt centrala och östra USA
- Dryobates pubscens fumidus – sydvästra Kanada och västra Washington i USA
- Dryobates pubescens gairdnerii – västra Oregon till nordvästra Kalifornien i USA
- Dryobates pubescens turati – centrala Washington till centrala Kalifornien
- Dryobates pubescens leucurus – Klippiga bergen
- Dryobates pubescens pubescens – sydöstra USA

Vissa inkluderar fumidus i gairdnerii.

### Släktestillhörighet
Arten placerades tidigare i släktet Picoides, men DNA-studier visar att den endast är avlägset släkt med typarten i släktet, tretåig hackspett. Istället hör den till en grupp övervägande amerikanska hackspettar som även inkluderar släktet Veniliornis. Därför förs den nu till ett annat släkte, Dryobates.

## Levnadssätt
Dunspetten är vanlig i alla typer av skogsområden, men framför allt i blötare flodnära skog. Den ses ofta födosöka bland kvistar och vinterståndare, i mindre utsträckning än hårspetten utmed stammar och grövre grenar. Födan består huvudsakligen av insekter, men tar även vissa vegetabilier. Den lägger ägg i april–maj i Florida, maj–juli i British Columbia.
Hanar och honor bildar under senvintern monogama par. Allmänt väljer honan platsen för boet och skapar ingången i en mjukare del av trädet. Ingången har en diameter av 2,5 till 4 cm och huvuddelen är 15 till 40 cm samt bredare i bakre delen. För huvuddelen är främst hanen ansvarig. Efter parningen lägger honan 3 till 6 ägg och båda föräldrar ruvar ömsesidig i cirka två veckor tills äggen kläcks. Ungarna mats med föda som delvis genomgick föräldrarnas matspjälkning. Ungarna får efter 20 till 25 dagar flygförmåga. De stannar vanligen några veckor till vid föräldrarna.

## Dunspett och hårspett – mycket lika men inte nära släkt
Fram tills nyligen ansågs dunspetten och den mycket större arten hårspett vara nära släktingar, med tanke på deras närapå identiska utseende och mycket liknande läten. Genetiska studier visar dock att de inte alls är särskilt nära släkt (se Systematik ovan). Fenomenet förekommer i andra delar av fågelvärlden, men i synnerhet bland hackspettar. 
Förutom dun- och hårspett har den europeiska mellanspetten, traditionellt behandlad som en mindre version av större hackspett, istället visat sig stå nära afrikanska hackspettar i släktet Dendropicos. I Sydamerika har arten med det tidigare namnet hjälmspillkråka, mycket lik neotropisk spillkråka förutom i storlek, konstaterats vara en avvikande kastanjespett (Celeus, varvid den bytt namn till kanelkindad hackspett). Ytterligare ett exempel är sydostasiatiska arten med tidigare namnet olivryggig flamspett som trots likartat utseende med övriga flamspettarna i släktet Dinopium istället står närmast de kraftigt avvikande arterna i Gecinulus.
Som förklaring hur detta kan uppstå har teorin om social mimikry lanserats, där en underordnad mindre art evolutionärt utvecklats till att härma en större och dominant art i utseende och på så sätt undvika konkurrens eller dra fördelar i form av skydd; hackspettar är notoriskt svåra byten för rovfåglar och en mindre art kan då tjäna på att se ut som att den är större än den egentligen är.

## Status och hot
Arten har ett stort utbredningsområde och det finns inga tecken på vare sig några substantiella hot eller att populationen minskar. Utifrån dessa kriterier kategoriserar IUCN arten som livskraftig (LC). Dunspetten beskrivs som vanlig eller mycket vanlig och är i många områden den vanligaste hackspettsarten.